# Schendylops madariagensis
Schendylops madariagensis är en mångfotingart som först beskrevs av Pereira 1981.  Schendylops madariagensis ingår i släktet Schendylops och familjen småjordkrypare. Inga underarter finns listade i Catalogue of Life.